# Skarphagens IK
Skarphagens IK är en lokal idrottsförening i Norrköping.
"Hagen" eller "Skarpis", som föreningen kallas i folkmun, bildades 1945 och har tidigare bedrivit både bandy och fotboll. Numera är endast fotbollssektionen aktiv med ett A-lag i Div. 4 östra och ett B-lag i klass 2 östra. 
Föreningen spelar sina hemmamatcher på Ektorps IP i den södra delen av Norrköping.

### Fotnoter
1. ↑  ”Officiell webbplats”. Arkiverad från originalet den 10 december 2013. https://web.archive.org/web/20131210061659/http://skarphagensik.se/browse.asp?meny_id=3&submeny_id=15. Läst 25 juli 2013.